# Рубинштейн, Ида Львовна
Ида Льво́вна Рубинште́йн (21 сентября [3 октября] 1883, Харьков — 20 сентября 1960, Ванс, Франция) — актриса, танцовщица и антрепренёр. Начинала театральную деятельность в Санкт-Петербурге, с 1909 года — преимущественно во Франции. Первая исполнительница роли Зобеиды в балете Михаила Фокина «Шехеразада» (Русские сезоны Дягилева в Париже, 1909). Благодаря своим средствам приглашала в свою труппу лучшие имена своего времени, сотрудничала с Леоном Бакстом, Александром Бенуа, Михаилом Фокиным, Брониславой Нижинской, Леонидом Мясиным, Габриеле Д’Аннунцио, Всеволодом Мейерхольдом. По её заказу были созданы такие произведения, как «Болеро» Мориса Равеля, «Поцелуй феи» и «Персефона» Стравинского, «Мученичество Святого Себастьяна» Клода Дебюсси, «Жанна д’Арк на костре», «Амфион» и «Семирамида» Артюра Онеггера. Также широко известна как натурщица (в первую очередь — благодаря своему портрету кисти Валентина Серова).

## Биография
Ида Львовна Рубинштейн родилась в Харькове 21 сентября (3 октября по новому стилю) 1883 года (согласно записи в метрической книге Харьковской хоральной синагоги, попечителями которой являлись отец и дед Иды) в семье потомственного почётного гражданина Льва Рувимовича (Леона Романовича) Рубинштейна и его супруги Эрнестины Исааковны (1849 — 23 июля 1888).

## Семья Рубинштейн
Принадлежала к одной из богатейших семей юга Российской империи. Дед Иды, потомственный почётный гражданин, харьковский купец первой гильдии Рувин Иосифович Рубинштейн (1815 — 8 апреля 1874) — основатель банкирского дома «Роман Рубинштейн и сыновья». Отец Иды, Лев (Леон) и его брат Адольф занимались крупнооптовой торговлей, в основном сахаром, владели четырьмя банками, тремя сахарными заводами, им принадлежал также пивоваренный завод «Новая Бавария». Семья Рубинштейнов тратила большие суммы на благотворительность, на поддержку религиозной общины, на культурное развитие Харькова. Леон и Адольф Рубинштейны, будучи образованными людьми, стояли у истоков харьковского отделения «Русского музыкального общества», в их домах регулярно собиралась интеллигенция Харькова. Были дружны с московской купеческой семьёй Алексеевых, в частности, с К. С. Станиславским. Дядя Иды, потомственный почётный гражданин Адольф Рувимович Рубинштейн — учредитель и пайщик Гутянского и Пархомовского сахарных заводов, пивоваренного завода «Новая Бавария», Полтавского и Харьковского Земельных банков, Екатеринославского коммерческого банка и Киевского промышленного банка, был награждён четырьмя орденами (Святого Владимира 4-й степени, Святой Анны 2-й степени, Святого Станислава 2-й и 3-й степени), отмечен правительственной наградой за создание детского приюта и крупнейшей в Харькове больницы.

## Детство, юность и замужество
В 1888 году в возрасте пяти лет потеряла мать, в 1892 году — отца; унаследовала после его смерти колоссальное состояние, определившее её дальнейшую жизнь. После смерти отца осталась на попечении дяди Адольфа Рувимовича, после его смерти в 1894 году переехала в Петербург, где находилась на попечении старшей (двоюродной) сестры, Софьи Адольфовны Горвиц (жены Михаила Абрамовича Горвица, 1846—1895, сына купца первой гильдии Абрама Исаевича Горвица и племянника профессора Мартына Исаевича Горвица).
Училась в петербургской частной гимназии Л. С. Таганцевой (ул. Моховая, д. 27—29), окончив её в 1901 году. Брала уроки истории русской литературы у профессора А. Л. Погодина.
Сценическую деятельность начала рано, 16 апреля 1904 года, выступив под псевдонимом Лидия Львовская в спектакле «Антигона» (частный спектакль Иды Рубинштейн. Новый театр Л. Б. Яворской. Постановка Юрия Озаровского), оформление Льва Бакста. Спектакль, поставленный на собственные средства Рубинштейн, прошёл единственный раз, однако ознаменовав начало долгой совместной работы художником. Критики отметили «ученическую» игру актрисы, её «плохую дикцию, невыразительный резкий голос».
Осенью 1904 года поступила на драматические курсы при Императорском Малом театре, закончила их в 1907 году. В 1907—1908 годах брала частные уроки танца у Михаила Фокина.
В 1909 году вышла замуж за банкира Владимира Исааковича Горовица, однако брак распался сразу после свадебного путешествия.
С 1908 г. по 1938 г. Ида Львовна Рубинштейн (Горовиц) занималась организацией и подготовкой театральных антреприз на собственные средства.

## «Саломея» 1908 года
В 1908 году на собственные средства И. Л. Рубинштейн подготовила постановку драмы Оскара Уайльда «Саломея» (1909) на музыку Александра Глазунова, в художественном оформлении Л. Бакста. Спектакль был заявлен (как частный спектакль И. Рубинштейн) в Михайловском театре, 3 ноября 1908 года, но не состоялся. Частично был позднее осуществлён на Вечере художественных танцев в Большом зале Петербургской консерватории 20 декабря 1908 года в постановке В. Э. Мейерхольда и хореографии Михаила Фокина. М. Фокин заинтересованно отнёсся к этой постановке Рубинштейн: «она представляла интересный материал, из которого я надеялся слепить особенный сценический образ». На вечере Ида Рубинштейн исполнила «Танец семи покрывал», разворачивая в пластическом танце одно за другим тяжёлые парчовые покрывала. В конце танца на танцовщице оставалось платье, сплошь украшенное рядами цветных бус, сшитое по эскизу Л. Бакста.

## Русский балет Дягилева, 1909—1911
В 1909—1911 годах танцевала в «Русском балете» Сергея Дягилева. Впервые выступила в составе дягилевской антрепризы 2 июня 1909 года в Париже, на сцене театра «Шатле», дебютировав наряду с Анной Павловой, Вацлавом Нижинским и Тамарой Карсавиной в балете Михаила Фокина «Клеопатра». 4 июня 1910 года вместе с Вацлавом Нижинским участвовала в премьере балета Фокина «Шахерезада».
Роли Клеопатры и Зобеиды были лучшими во всей сценической карьере артистки, её непревзойдённым успехом. Артистка обладала необычно высоким ростом, но её угловатая пластика и продуманно скупая жестикуляция имели успех у публики и критики, писавшей о «гибкости змеи и пластичности женщины», о «сладострастно окаменелой грации» Рубинштейн. Уникальный образ, созданный артисткой, сохранялся и в её дальнейших работах. Последний раз Ида Рубинштейн танцевала Зобеиду 4 мая 1919 года в Гранд-опера на благотворительном вечере в пользу русских беженцев, пострадавших от большевиков.

## Собственные антрепризы, 1911—1913
В 1911 году, расставшись с Дягилевым, создала собственную труппу. Её первая постановка — драма «Мученичество Святого Себастьяна» (д'Аннунцио и Дебюсси, 1911), премьера которой 22 мая 1911 года состоялась в Париже, в театре Шатле. Архиепископ Парижа был возмущён, что роль Святого Себастьяна, католического святого, написанную д’Аннунцио специально для Рубинштейн, — играла женщина, к тому же — ортодоксальная еврейка. Спектакль, и особенно игра и декламация Рубинштейн, прежде выступавшей в качестве танцовщицы, не имели успеха у публики и критики.
Критика отмечала, что г-жа Рубинштейн, в отличие от Дягилева и других успешных антрепренёров, «тратит деньги не на искусство, но лишь на саму себя».
10 июня 1912 года в театре Шатле состоялась новая премьера труппы — драма «Саломея» по пьесе Оскара Уайльда на музыку А. Глазунова, постановка А. Санина. Рубинштейн в спектакле снова исполняла танец Саломеи, поставленный для неё М. Фокиным.
В 1912 году А. Саниным была поставлена драма «Елена Спартанская» (фр. Helene de Sparte, Э. Верхарн / Деодат де Северак), в оформлении Л. Бакста. Ида Рубинштейн исполняла главную роль.
На восьмом из Русских сезонов, в 1913 году, в театре Шатле в Париже Всеволод Мейерхольд поставил спектакль «Пизанелла, или Душистая смерть» д'Аннунцио, где она исполняла главную роль, роль куртизанки Пизанеллы. Спектакль, оформленный Бакстом, считался "самым стильным зрелищем, созданным труппой. «Безумная роскошь» … этого спектакля, стоившего 450 тысяч франков, могла показаться раздражающей и чрезмерной, но в целом пышная и пряная «Пизанелла» от начала до конца была выдержана в эстетике модерна. Д’Аннунцио исправил «ошибки» «Себастьяна» и приспособил пьесу о святой блуднице к индивидуальности Рубинштейн. Пизанелла мало говорила и часто застывала в скорбных позах, зато другие персонажи в длинных монологах бесконечно восхваляли её красоту".
Русская критика увидела в спектакле «как во всем, что делает Рубинштейн, постановочный разврат, разложение театра, в котором всё покупается и продаётся, торжество бездарной, въедчивой, ядовитой кляксы дилетантского кривлянья».
В 1910-х годах переехала жить в Париж, где приобрела особняк, оформленный также Л. Бакстом. Дружила с Сарой Бернар, Марком Шагалом, Жаном Кокто, Андре Жидом, Вацлавом Нижинским. Будучи бисексуалкой, в 1911—1914 годах состояла в отношениях с художницей Ромейн Брукс.

## Собственная балетная труппа, 1928—1938
В 1928 году Бронислава Нижинская собрала для постановки И. Рубинштейн (в партнёрстве с А. Вильзаком) интернациональную балетную труппу. В неё входили балетмейстеры Л. Мясин, М. Фокин, К. Йосс, художник А. Бенуа. В числе поставленных труппой сочинённые по специальному заказу произведения Онеггера («Жанна д’Арк на костре», по П. Клоделю, «Амфион», 1929; «Семирамида», 1934), М. Равеля («Болеро» 1928, «Вальс»), Стравинского («Поцелуй феи» 1928, «Персефона») 1934, Ибера («Странствующий рыцарь»).
В составе этой труппы Ида Рубинштейн участвовала в балетных постановках. В 1933 году в труппу был приглашён М. Фокин, поставивший «Семирамиду» Онеггера, рассчитанную на декламацию Рубинштейн.
Труппа существовала до сезона 1938 года и закрылась из-за надвигающейся войны. В последний раз Рубинштейн вышла на сцену в 1938 году в оратории Онеггера «Жанна д’Арк на костре»:288.

## Последующая жизнь
В 1934 году французское правительство наградило И. Рубинштейн орденом Почётного легиона.
В 1935 году И. Рубинштейн получила французское гражданство.
В 1939 году, опасаясь прихода немцев, Ида Рубинштейн, как еврейка, вынужденно покинула Францию. После оккупации Франции Ида Рубинштейн жила в Лондоне, где организовала госпиталь для французских и английских солдат.
В 1945 году вернулась во Францию.
В 1946 году перешла из иудаизма в католицизм. Последние десять лет прожила в г. Вансе, на юге Франции, в обществе своей секретарши г-жи Ренье и в полном одиночестве.
Скончалась 20 сентября 1960 года в своём особняке. Выполняя завещания Иды Рубинштейн, ни о её смерти, ни о дате и месте похорон никому не сообщили, а на памятнике можно увидеть лишь инициалы — I.R.

## Образ в искусстве
Стильный образ «декадентской дивы» Иды Рубинштейн вдохновлял многих художников — Кееса ван Донгена, Антонио де ла Гандара, Андре де Сегонзака, Леона Бакста. В 1911—1914 годах несколько её портретов написала жившая в Париже американская художница Ромейн Брукс.
В 1910 году в Париже Валентин Серов попросил Иду Рубинштейн позировать ему для портрета. Вскоре после создания работа была приобретена у автора и передана в собрание Русского музея, в 1911 году экспонировалась на московской выставке «Мира искусства». Картину встретили неоднозначно: так, передвижник Илья Репин назвал её «базаром декадентщины». Валентин Серов написал свою модель в одной плоскости с фоном, создав образ, напоминающий египетские фрески. Художник говорил о портрете, что его модель «смотрит в Египет». Ольга Валентиновна Серова, дочь живописца, писала в своих воспоминаниях:

Ида Рубинштейн была совсем не так худа, как её изобразил папа, по-видимому, он сознательно её стилизовал.
— О. В. Серова / Воспоминания о моём отце, Валентине Александровиче Серове. Л. : Искусство, 1986, с. 152
Ей и этому портрету посвящена историческая миниатюра Валентина Пикуля «Портрет из Русского музея».[значимость факта?]

## Роли в кино
Ида Рубинштейн единственный раз снялась в кино — в фильме «Корабль» (1921), снятом по драме Габриеле д’Аннунцио.

### Образ в искусстве
- Антонио де ла Гандара. Портрет Иды Рубинштейн, 1913
- Ромейн Брукс. Печальная Венера
- Ромейн Брукс. Портрет Иды Рубинштейн, 1917